# Вольфганг Ран
Вольфганг Ран (нім. Wolfgang Rahn; 31 жовтня 1920, Вормс — 10 березня 1944, Середземне море) — німецький офіцер-підводник, оберлейтенант-цур-зее крігсмаріне.

## Біографія
1 жовтня 1938 року вступив на флот. Того ж дня на флот вступив його старший брат Герман Ран. З 18 лютого 1943 року — командир підводного човна U-343, на якому здійснив 3 походи (разом 58 днів у морі). 10 березня 1944 року U-343 був потоплений в Середземному морі південніше Сардинії (38°07′ пн. ш. 09°41′ сх. д.) глибинними бомбами британського тральщика HMS Mull. Всі 51 члени екіпажу загинули.

## Звання
- Кандидат в офіцери (1 жовтня 1938)
- Морський кадет (1 липня 1939)
- Фенріх-цур-зее (1 грудня 1939)
- Оберфенріх-цур-зее (1 серпня 1940)
- Лейтенант-цур-зее (1 квітня 1941)
- Оберлейтенант-цур-зее (1 січня 1943)